# Muhya bint al-Tayyani
Muhya bint al-Tayyani o al Qurtubiyya (Córdoba - c. 1097 en Al-Ándalus) fue una poetisa andalusí del siglo XI. 

## Biografía
Apenas se tienen datos de su biografía. Nativa de Córdoba, era de origen muy humilde, hija de un vendedor de higos. Joven ingeniosa, conoció a la antigua princesa omeya Wallada bint al-Mustakfi, quien la acogió en su casa y salón literario como pupila y la educó. Muhya se convirtió en poetisa, profesión que gozaba de gran reconocimiento en la sociedad andalusí. Pero por algún motivo desconocido, Muhya dedicó a su maestra feroces sátiras.

## Poemas
Wallada ha parido y no tiene marido;
se ha desvelado el secreto;
se parece a María,
pero la palmera que ella sacude es un pene erecto.
Aleja de la aguada de sus labios a cuantos la desean,
igual que la frontera se defiende de cuantos la asedian,
a una la defienden los sables y las lanzas,
y a aquéllos los protege la magia de sus ojos.
Oh, tú que das melocotones a tu amada
Bienvenida esa fruta que a las almas alegra
Su redondez imita el pecho de las doncellas
mas la cabeza humilla de los penes